# Hajdu Ferenc (író)
Hajdu Ferenc (Spánics) (Budapest, 1956. április 10.) magyar író, költő.

## Művei
- Ketten vagyunk, mindig ketten versek[1] (Magvető Kiadó, 1982)
- Ablakból a fák kisregény[1] (Magvető Kiadó, 1985)
- Az igény teljessége irodalmi tanulmányok[1] (szerzői kiadás, 1988)
- Füvek némasága versek[1] (DE Kiadó, 1995)
- Rések versek (Fekete Sas Kiadó, 2001)[2]
- Boldog bolondok regény (Orpheusz Kiadó, 2007)[3]
- Csodanincs válogatott és új versek (Orpheusz Kiadó, 2009)[4]
- Ugri madármese (Fekete Sas Kiadó, 2010)[5]
- Van még versek (Fekete Sas Kiadó, 2015)[6]
- (F)élhetsz máshol kisregény és hangjátékok (Fekete Sas Kiadó, 2015)[7]

Írásai több antológiában is helyet kaptak, így: Szép versek (1985), Mindenfélékből Pantheont (1997), angol nyelven pedig (Gyukics Gábor és Michael Castro tolmácsolásában) a Pembroke Magazin (USA, 1999) és az Apalachee Review 50 (USA, 2011).

## Díjai, elismerései
- Móricz Zsigmond-ösztöndíj 1988[8]
- JAK-ösztöndíj 1989[8]
- Pest Megye Művészetéért Díj 1999[8]